# Граф Мединасели
Граф де Мединасели — испанский дворянский титул. Он был создан в 1368 году королем Кастилии Энрике II для Бернардо Беарне (? — 1381), внебрачного сына Гастона III Феба, графа де Фуа и виконта де Беарна (1331—1391). Название титула происходит от названия города Мединасели (провинция Сория, автономное сообщество Кастилия-Леон).
Бернард Беарне в 1370 году женился на Изабель де ла Серда и Перес де Гусман (ок. 1329 — ок. 1389), дочери Луиса де ла Серда (1291—1348), правнучке кастильского инфанта Фернандо де ла Серда (1255—1275), старшего сына и наследника короля Кастилии и Леона Альфонсо X Мудрого и Виоланты Арагонской.
31 октября 1479 года королева Кастилии Изабелла I пожаловал Луису де ла Серде и Веге, 5-му графу де Мединасели (ок. 1442—1501), титул 1-го герцога де Мединасели.

## Графы де Мединасели
- Бернардо де Беарне (ум. 1381), 1-й граф де Мединасели (1368—1381). Женат с 1470 года на Изабель де ла Серда-и-Перес де Гусман (1370—1385).
- Гастон де Беарне-и-де ла Серда (1371—1404), 2-й граф де Мединасели (1381—1404), сын предыдущего. Был женат а Менсии де Мендосе (ум. 1411), дочери Педро Гонсалеса де Мендосы и Альдонсы Перес де Айялы.
- Луис де ла Серда-и-Мендоса (ум. 1447), 3-й граф де Мединасели (1404—1447), сын предыдущего. Был женат на Хуане де Сармьенто, сеньоре де Энсисо, и Хуане де Лейва.
- Гастон де ла Серда-и-Сармьенто (1414—1454), 4-й граф де Мединасели (1447—1454), сын предыдущего. С 1433 года был женат на Леонор де ла Вега и Мендосе, сеньоре де Когольюдо.
- Луис де ла Серда-и-Вега (ок. 1442 — 1501), 5-й граф де Мединасели (1454—1479), старший сын предыдущего. С 31 октября 1479 года — 1-й герцог де Мединасели.